# İETT

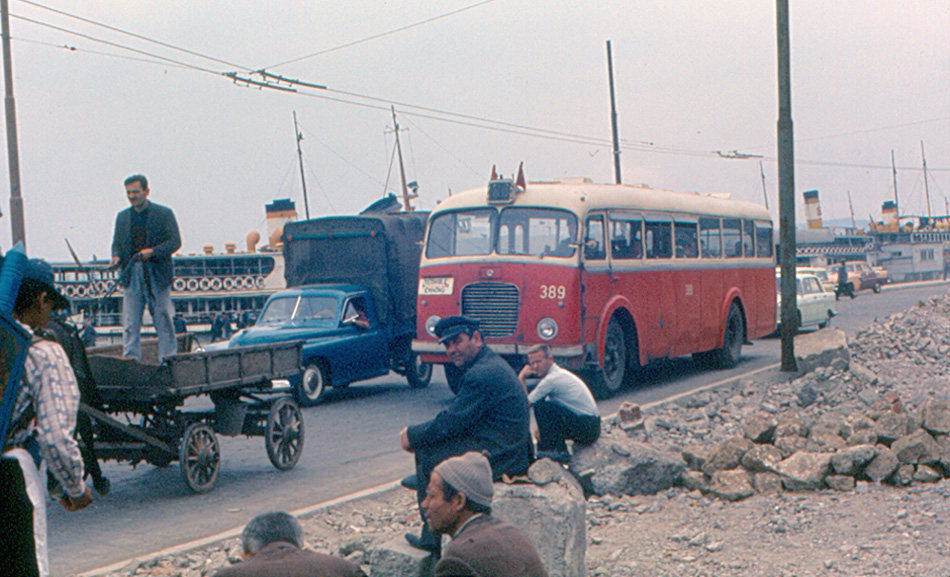
Bus de l'İETT a prop del pont de Galata, 1967: Por molts anys, els busos de l'İETT eren vermellos només.

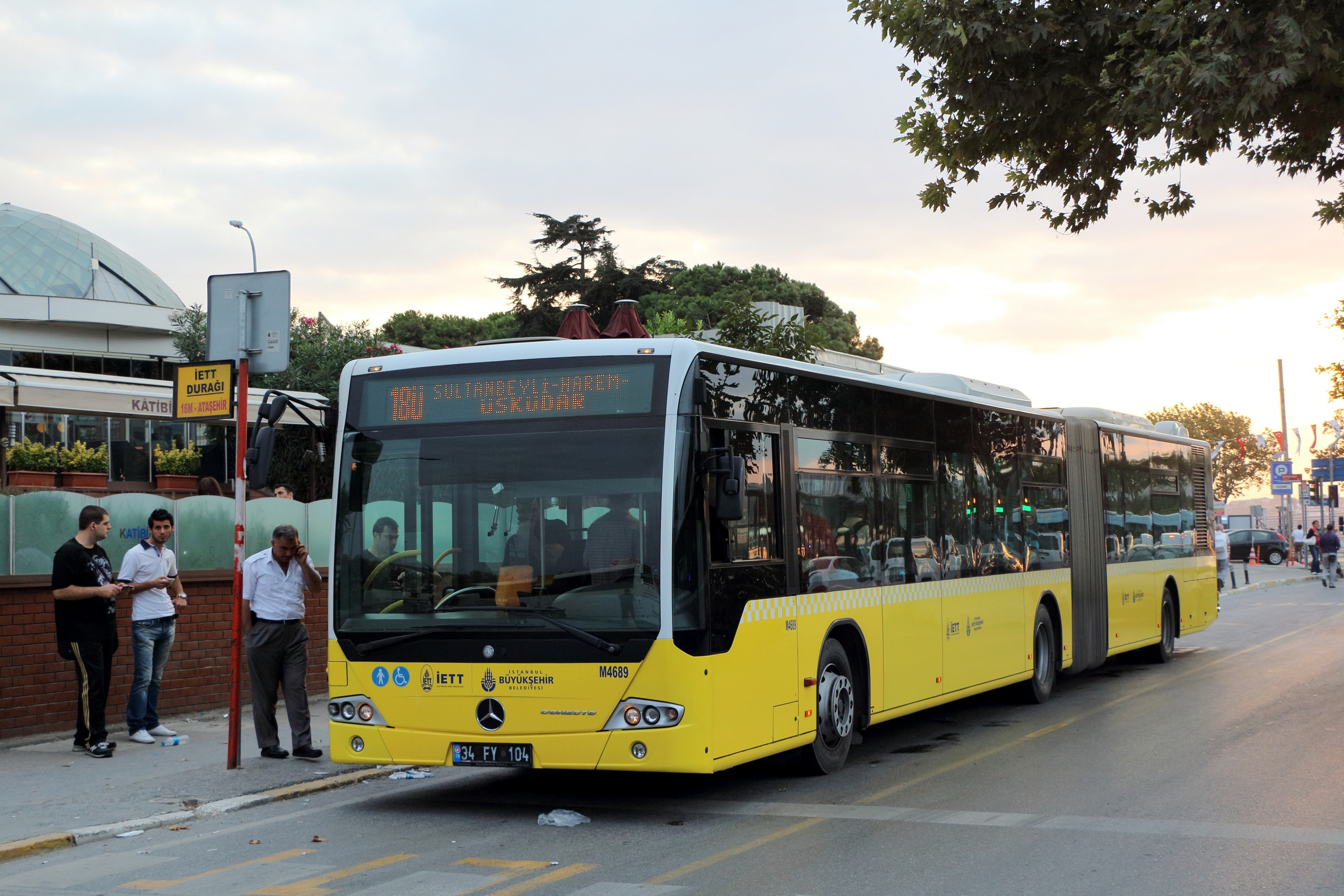
Bus modern dels 2000s: El 2011 el poble d'Istanbul eligieix el color groc per als busos de l'İETT amb una encuesta.

İETT o İstanbul Elektrik Tramvay ve Tünel İşletmeleri ("Administració de l'Electricitat, Tramvia i Túnel d'Istanbul" en turc) és l'administració del Tünel, busos i tramvies de l'Ajuntament Metropolità d'Istanbul. S'encarrega de realitzar o regulartizar part del transport públic (terrestre) a la ciutat d'Istanbul i rodalies. El seu eslògan és Biz insan taşıyoruz (Nosaltres portem humans).

## Història

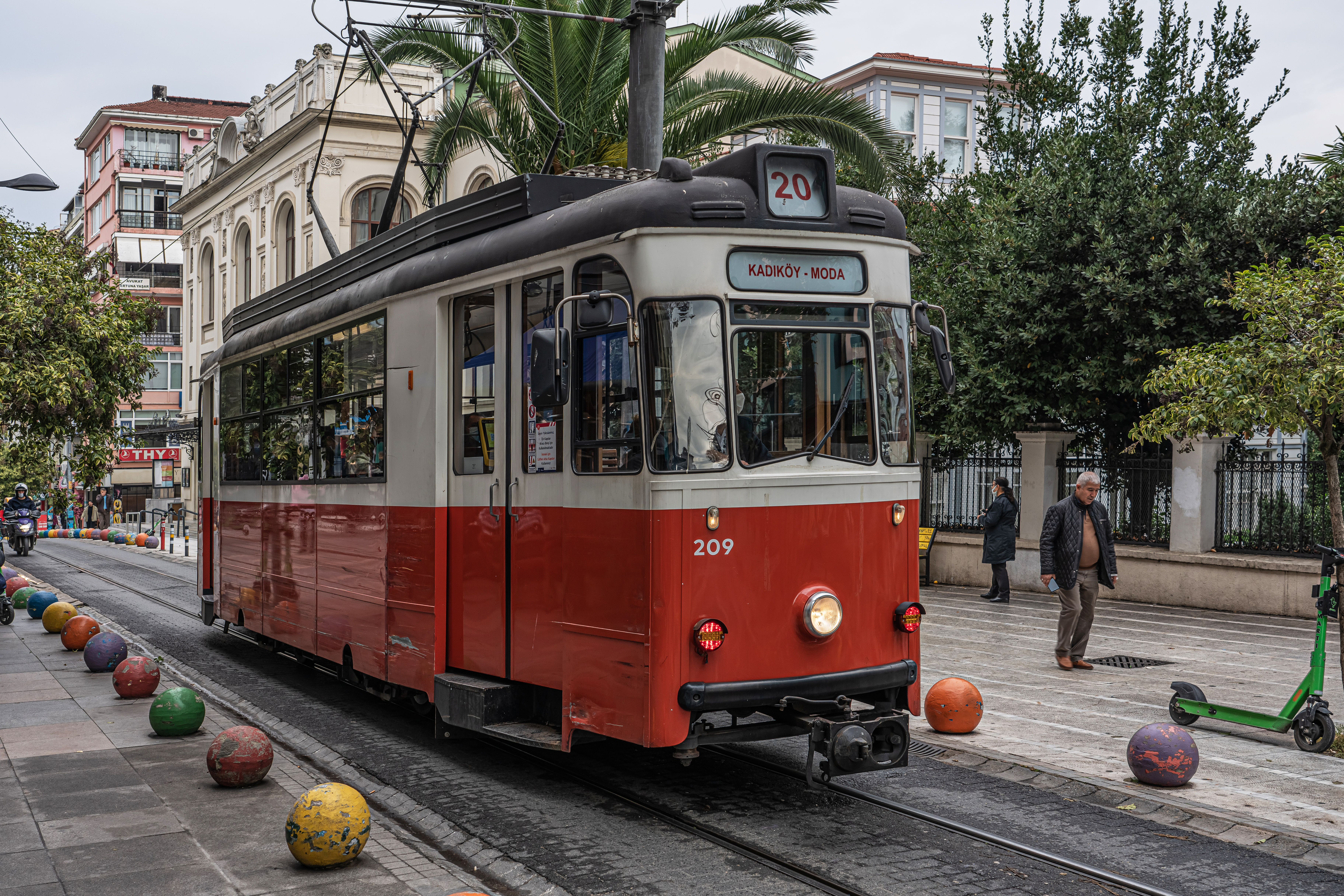
Tramvia nostalgica de Kadıköy - Moda.

La història dels tramvies a Istanbul s'inicia (tramvies amb cavall) en temps otomans, el 1872, i el Tünel, un metro molt curt de dues estacions, inaugurat el 1875; però l'İETT només fou establerta el 1939 com a İstanbul Elektrik Tramvay ve Tünel (İETT) İşletmeleri Umum Müdürlüğü o Direcció General de l'Administració de l'Electricitat, Tramvia i Túnel (metro) a Istanbul. L'administració de xarxes de l'electricitat (i gas) van ser nacionalitzades i privatitzades al llarg dels anys. El tramvia va ser abandonat a la part europea de la ciutat el 1966 i a la part asiàtica el 1971. L'İETT també va ser responsable dels troleibusos d'Istanbul, en servei entre 1961 i 1984.
Avui İETT només dirigeix directament el Tünel i els "tramvies nostàlgics", mentre per als busos (els busos municipals tradicionalment vermells, però avui de diferents colors o "belediye otobüsü", no els altres busos públics, de color blau, operats per particulars o "özel halk otobüsü") té una empresa semi-pública, İstanbul Otobüs que els opera, sota la supervisió de l'İETT. El "Metrobüs" o Metrobús d'Istanbul també és operat per aquesta empresa.
İETT va operar un Museu de Vehicles a Kuşdili, Kadıköy, entre 1966 i 1981. Va ser una exposició permanent no només de tramvies, busos, vagons del Tünel i altres vehicles; sinó també des del fez del conductor als bitllets de transport públic des del 1871.
El Director General de l'İETT l'any 2016 era Arif Emecen. Sedat Erkoğlu, tennista turc i campió dels Balcans el 1930, també va ocupar aquest càrrec entre els anys 1959-60.

## Segle XXI

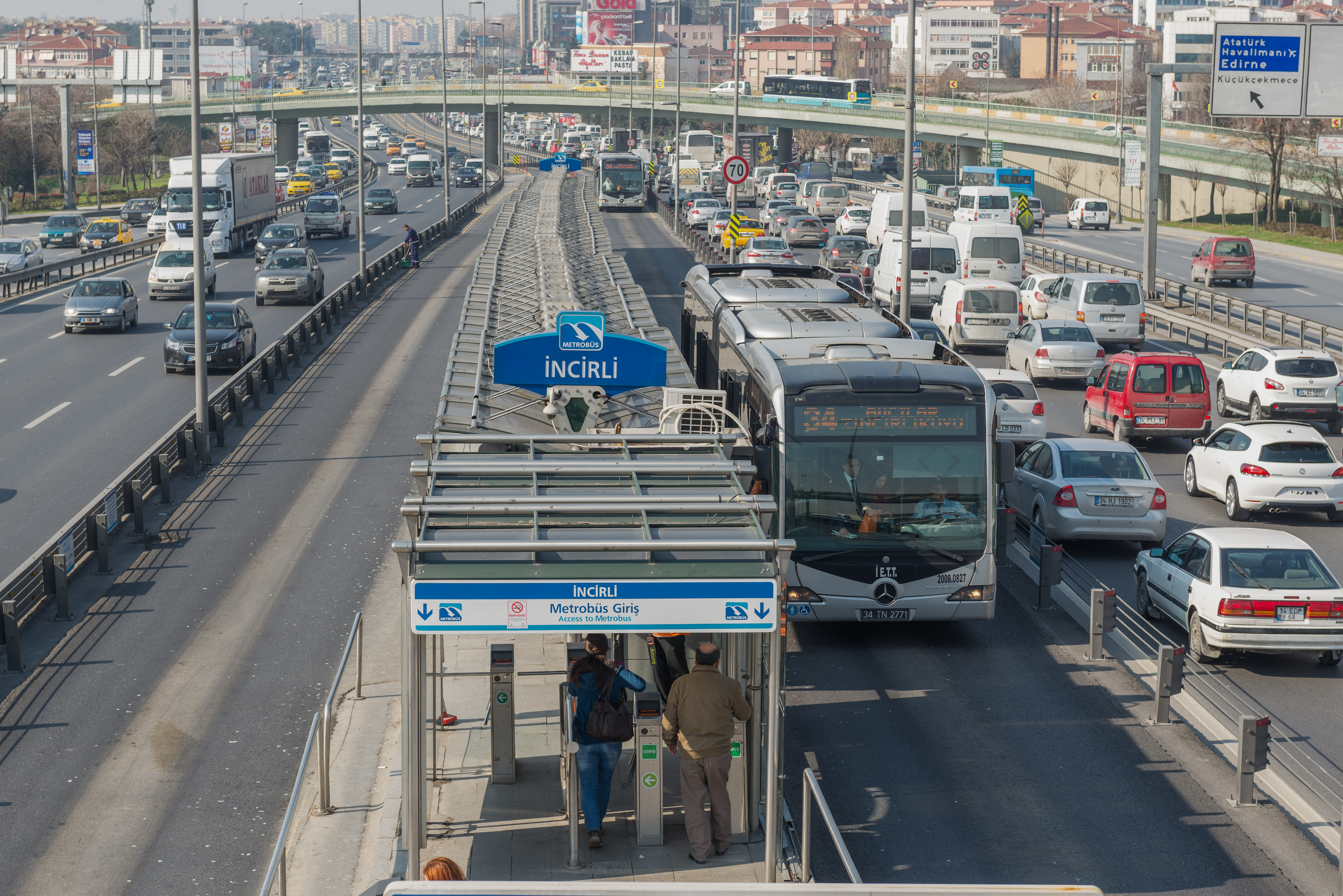
Una parada o estació del Metrobüs a İncirli, a la part europeu d'Istanbul, 2013

Des de novembre de 2016, els busos de l'İETT deixen les dones i la gent d'edat al punt que ells desitgen, fora de les parades, sobre la línia del bus, després de les 22:00 hores. El 2016, IETT també ha posat en servei un bus-ciència i la seva "Línia de la ciència", amb la qual aquest bus visita les escoles amb el propòsit de promoure els estudis de preservació del medi ambient (energies renovables). Actualment İETT es prepara per donar el servei amb busos elèctrics. Molts dels busos nous de l'İETT tenen servei especial per a les persones amb limitacions fisiques. També ofereix servei de wi-fi gratis pels viatgers, i existeixen carregadors de bateria (amb USB) per a telèfons mòbils dins dels busos i metrobusos.